# Smailholm Tower

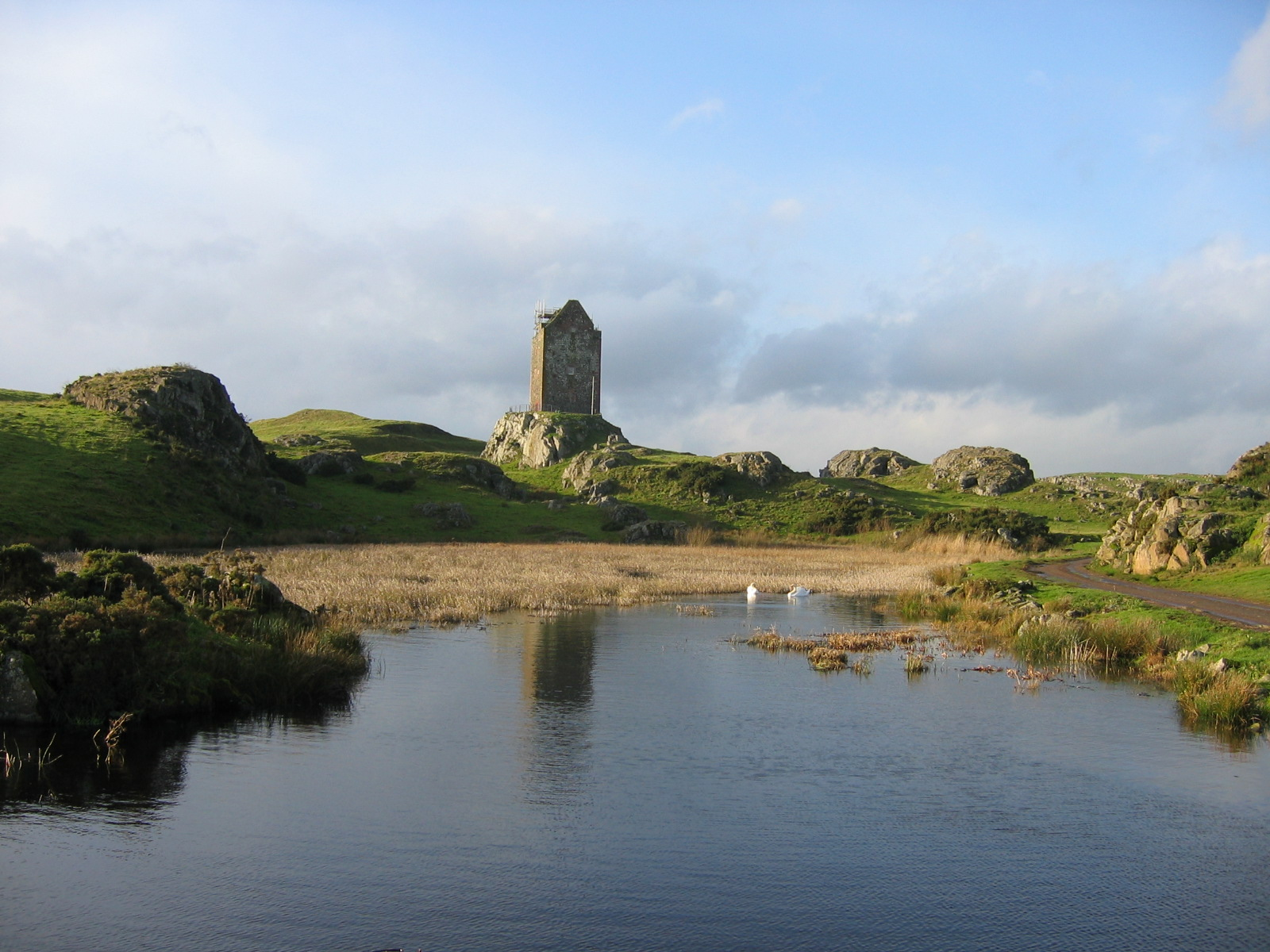
Smailholm Tower gezien vanuit het oosten

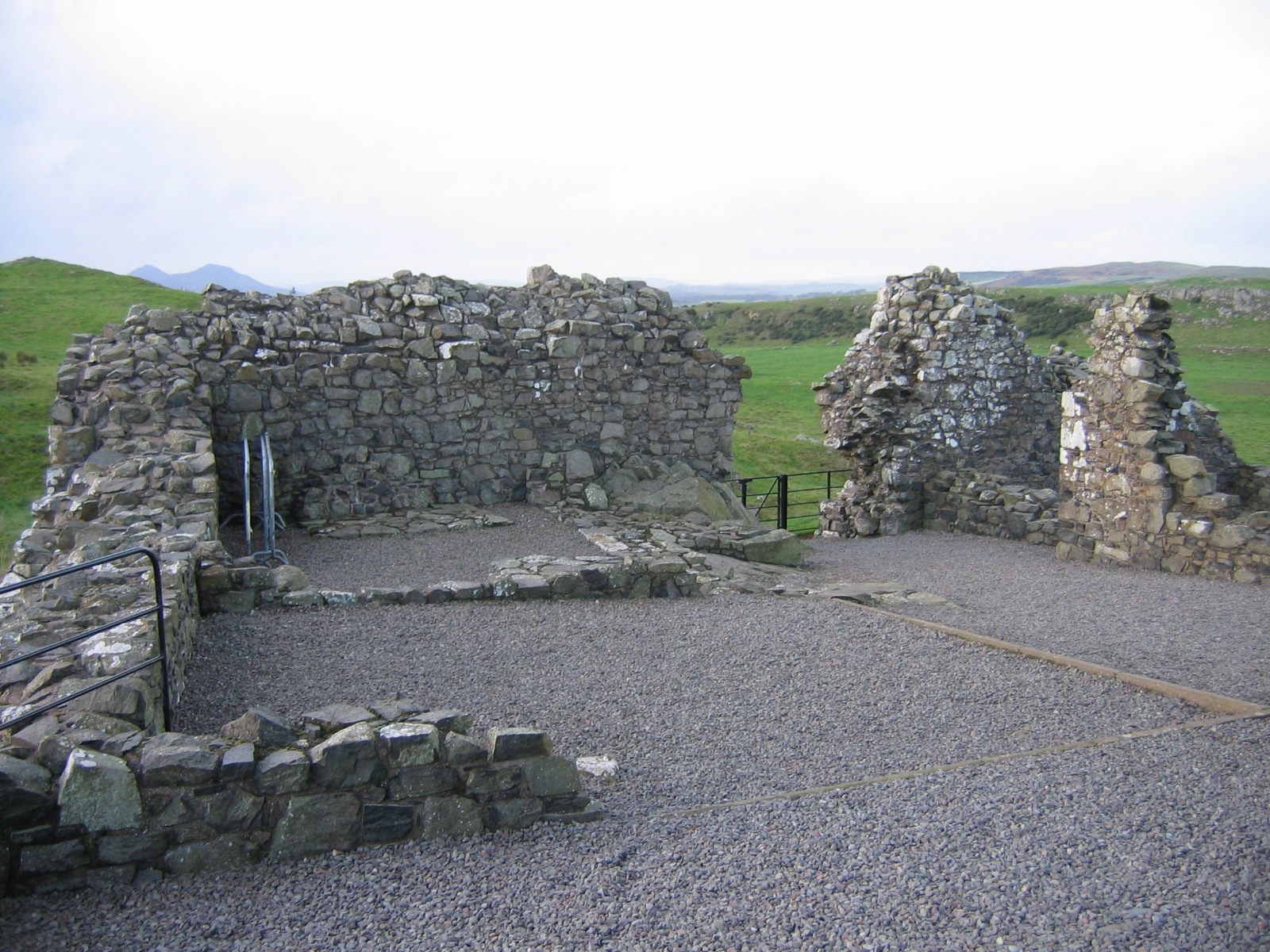
Zicht op de westelijke binnenplaats

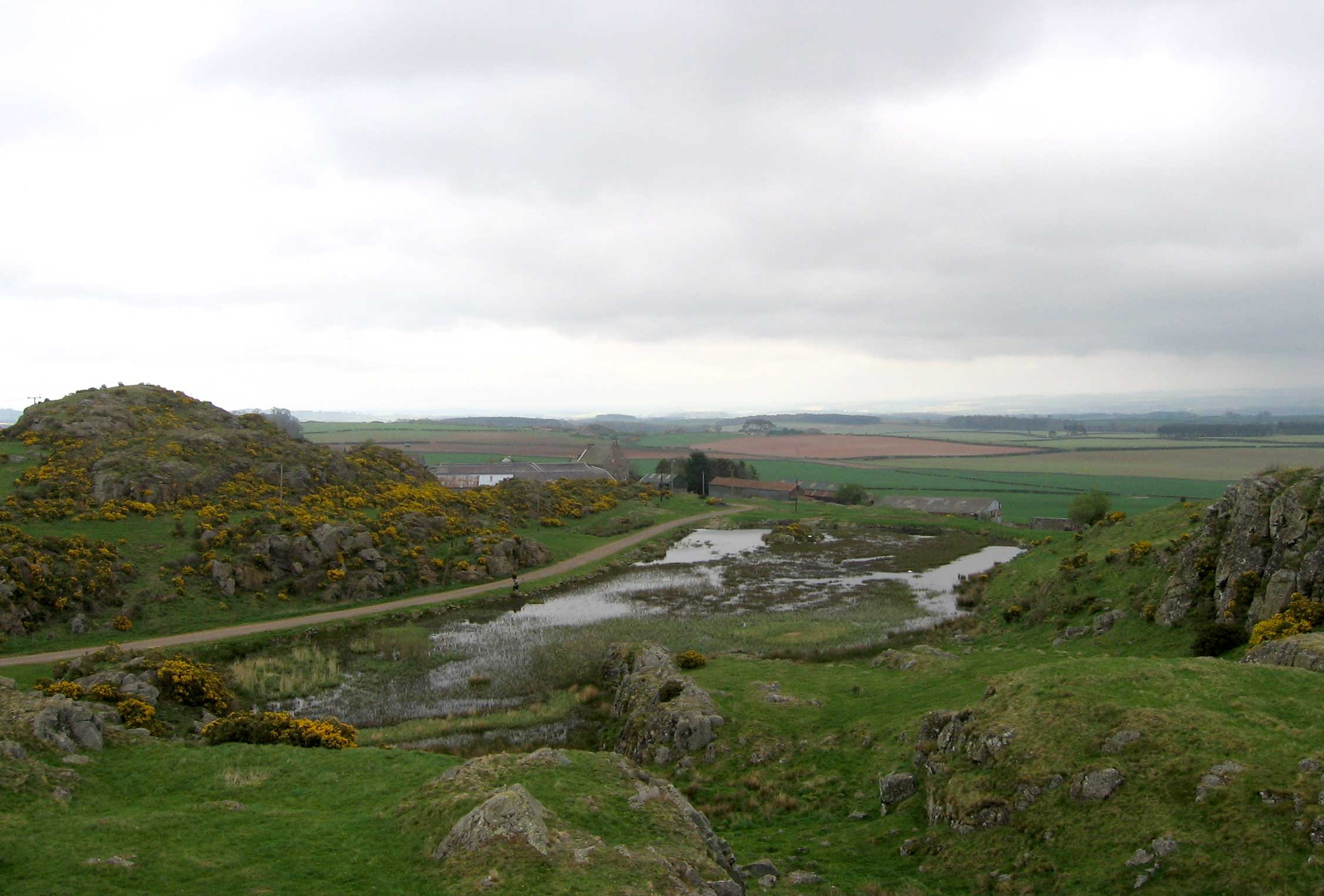
Uitzicht naar Sandyknowe Farm waar Walter Scott opgroeide

Smailholm Tower is een 15e-eeuwse woontoren gelegen 10 km ten westen van Kelso in de regio Scottish Borders (Schotland). De familie Pringle bouwde de toren en had deze in bezit tot deze in 1645 overging in handen van de familie Scott of Harden. In het begin van de achttiende eeuw werd de toren verlaten, totdat Walter Scott er in 1773 zijn intrek nam.

## Geschiedenis

### Pringle
In de vijftiende eeuw bouwde de familie Pringle Smailholm Tower op Lady Hill in de parochie Smailholm. De precieze datum van de bouw is onbekend, maar vermoedelijk halverwege de vijftiende eeuw. In 1459 bezat George Pringle de toren al, toen Robert Pringle of Wrangholm hem opvolgde als landheer. Ook de simpele vorm van de woontoren en het schietgat, met een ronde opening aan de onderzijde om een musket door te kunnen steken, boven de ingang, wijzen erop dat de toren gebouwd is halverwege de vijftiende eeuw. De toren zou zelfs voor 1455 gebouwd kunnen zijn, aangezien de toren qua bouwstijl erg lijkt op Newark Castle  (gebouwd circa 1400), de residentie van de familie Black Douglas. De familie Pringle waren schildknapen geweest voor de graven van Black Douglas voordat koning Jacobus II van Schotland hen vernietigde. In de haard van de hal bevindt zich een decoratief motief dat lijkt op een hart, wellicht verwijzende naar het wapen van de Black Douglasses. Als dat inderdaad zo is, zal de toren niet na 1455 gebouwd zijn.
In de eerste helft van de zestiende eeuw leed Smailholm onder de plundertochten van de Engelsen. In 1513 verloor de landheer David Pringle tijdens de Slag bij Flodden zijn oudste zoon David en zijn drie broers. In 1548 moest de landheer beloven zelf geen aanvallen te ondernemen op Engeland, zoals veel landheren in de regio voor hem. In ruil hiervoor zouden zijn landgoederen niet meer geplunderd worden.
In 1635 stierf James Pringle, zoon van Andrew Pringle (overleden in 1585), en liet een hoge schuldenlast na waardoor diens nakomelingen Smailholm Tower moesten verkopen. William Scott of Harden, nabij Hawick, was de koper. Voordat de koop plaatsvond is in juli 1640 tijdens de burgeroorlog tussen Karel I van Schotland en zijn onderdanen de toren nog bezet geweest door Andrew Kerr of Greenwood, schoonzoon van William Scott of Harden, en een groep Covenanters.

### Scott of Harden
William Scott of Harden liet na de aanschaf van Smailholm Tower in 1645 er zijn familielid Walter Beardie Scott intrekken. In het hof werd een nieuw woonhuis gebouwd. Aan het begin van de achttiende eeuw werd Smailholm Tower verlaten; Robert Scott bouwde zich een nieuw huis in het dal van Sandyknowe, ten zuidoosten van de toren. Zijn kleinzoon Walter Scott, geboren in 1771, ging er in 1773 wonen vanwege zijn zwakke gezondheid.

## Bouw
De rotshoogte werd oorspronkelijk geheel omringd door een stevige stenen omwalling, waarvan thans enkel de westkant nog staat. In 1645 werd de muur aan de oostkant die grensde aan de binnenplaats vervangen door een soort tuinmuur. Deze omwalling kende slechts één ingang die met een balk kon worden afgesloten. De corresponderende gaten zijn nog te zien.
De westelijke binnenplaats was oorspronkelijk bebouwd met een hal en een blok met kamers, die in 1645 werden vervangen door een huis van twee verdiepingen. De oostelijke binnenplaats is nooit bebouwd geweest en werd als tuin gebruikt.
Het torenhuis diende als woonhuis. De twee onderste verdiepingen dienden als opslagruimte, de drie erboven voor bewoning door de landheer en zijn familie. De toren kent slechts één ingang, die afgesloten kon worden met een houten deur en een ijzeren hek. Boven de deur bevindt zich een schietgat geschikt voor een musket.

## Beheer
Smailholm Tower wordt beheerd door Historic Environment Scotland. In de toren is een permanente tentoonstelling van tapijten en kostuumpoppen gerelateerd aan het werk van Walter Scott.